# Hedyotis wangii
Hedyotis wangii är en måreväxtart som beskrevs av R.J.Wang. Hedyotis wangii ingår i släktet Hedyotis och familjen måreväxter. Inga underarter finns listade i Catalogue of Life.